# Улица Буракова
У́лица Бурако́ва — улица второстепенного назначения в Восточном административном округе города Москвы в районе Соколиная гора.

## Описание
Улица Буракова расположена в западной части района Соколиная гора города Москвы и соединяет Золотую улицу с Шоссе Энтузиастов. Проходит параллельно Проспекту Будённого.
Общая длина улицы составляет 1,6 км (с учётом проезда к заводу «Салют»). Числится 143 дома. Нумерация зданий ведётся от перекрёстка с Золотой улицей.
Улица Буракова пересекает Золотую улицу, 5-ю и 3-ю улицы Соколиной Горы и Шоссе Энтузиастов.

## История и происхождение названия
- В 1909 году рядом с улицей открылось депо «Москва-Сортировочная».
- До 1929 года именовалась 1-й проездом Соколиной Горы.

По этой дороге московские золотари вывозили нечистоты из города, за что позже улица стала именоваться Золотая.
- До 1967 года улица Буракова носила название Золотая, которое закрепилось до наших дней за его бывшим участком от Семёновского Вала.
- В 1967 году переименована в улицу Буракова в честь Ивана Буракова (бригадира слесарей депо Москва-Сортировочная).

## Здания и нумерация
Всего по улице Буракова зарегистрировано 143 дома.
По нечётной стороне:
- Дома 1АС1 — 1АС3 — Отделение УФМС района «Соколиная Гора» (в здании бывшего отделении милиции № 62)
- Дома 1 корп.1, 1 корп.2 — Вечерняя Сменная Общеобразовательная Школа (ВСОШ) № 77 и СОШ № 77
- Дома 1С2, 1С3
- Владение 1б
- Дома 3 корп.1 и корп.2
- Дома 5 корп.1 и корп.2
- Дома 7 корп.1 и корп.2
- Дом 9
- Дом 11
- Дом 11 корп.1
- Дома 11С2, 11С5, 11С6
- Дом 13
- Дом 15/1
- Дом 17/2
- Дом 19
- Дом 21
- Дома 23 и 23а
- Дом 25а
- Дом 27
- Дома 27 корп.1 — 6 (в том числе и 5а)
- Дома 27 корп.8 — 14 (в том числе и 11а, и 13а) — Ордена Ленина Научно-исследовательский институт шинной промышленности (НИИШП)
- Дома 27 корп.24 — 31; корп.33 — 35; корп.38 — 40
- Дом 29
- Дома 29С6 и 29С7
- Владения 29АС1 — 29АС3

По чётной стороне:
- Дом 2
- Дома 2С2 — 2С6; 2С10 — 2С14 (в том числе и 2С11а)
- Дом 6 (со всеми нижеперечисленными строениями входит в комплекс Оптовой базы)
- Дома 6АС1 — 6АС3; 6АС6; 6АС9 («ВентСтройПром») и 6АС16
- Дома 6С1 — 6С20
- Дома 8АС1 и 8АС2 — Веерное депо станции «Сортировочная».
- Дома 8С4; 8С5; 8С9 — 8С11 — Локомотивное депо Москва-Сортировочная, на его территории установлен памятник воинам-железнодорожникам
- Дом 12 и его строения: 12С2; 12С3; 12С6; 12С7
- Дом 14 и его строения: 14С1; 14С2; 14С4; 14С8; 14С10 — 14С13 (общежитие).
- Дом 16а — ЗАО «Эмтика»
- Дом 16ас1
- Строения дома 16: 16С1; 16С5; 16С6; 16С8

## Достопримечательности

### «Великий почин»
Скульптурная группа была сооружена в 1982 году в честь первого субботника 1919 года в локомотивном депо «Москва-Сортировочная» скульптором О. С. Кирюхиным. Архитектор постамента — В. А. Нестеров.

## Транспорт

### Наземный транспорт
По улице не проходят маршруты общественного транспорта. Ближайшие маршруты проходят по Проспекту Будённого.
- Остановки на Проспекте Будённого:
  - «Компьютерный центр „Будёновский“»
  - «Просп. Будённого, 49»
  - «5-я ул. Соколиной горы»
  - «Просп. Будённого, 24»
  - «8-я ул. Соколиной горы»

Автобус: т32, 36, 83, 141, 214, 254, 469, 702
Трамвай: 12, 36, 46
- Остановка «Улица Буракова» (на Шоссе Энтузиастов):

Автобус: т30, т53, 125, 469
Трамвай: 12, 37, 38, 43, 46

### Ближайшая станция метро
- Станция метро «Шоссе Энтузиастов» — 1 км от пересечения улицы Буракова с Шоссе Энтузиастов.